# Répondez à la question
Répondez @ la question est une émission de télévision d'information diffusée en Belgique sur la Une (RTBF).
Présentée par Johanne Montay et François de Brigode, l'émission en direct est diffusée simultanément en télévision et sur le Web. À chaque édition, un nouvel homme politique est placé sous le feu des questions des journalistes, téléspectateurs et internautes.